# Sadiatte
Sadiatte (fl. VII secolo a.C.) fu il ventottesimo re di Lidia, il terzo della dinastia dei Mermnadi; regnò dodici anni, probabilmente dal 633 a.C. al 621 a.C.
Figlio del re Ardis II, salì al trono alla morte del padre. Intorno al 627 a.C., come già aveva fatto il suo predecessore, attaccò Mileto; cominciò così una guerra destinata a durare undici anni, che sarebbe stata portata a termine dal figlio Aliatte II, suo successore. Come per la maggior parte dei re lidi, le informazioni sulla sua vita provengono dalle Storie erodotee.